# Linea di successione al trono di Baviera

Lo stemma della monarchia bavarese.

La linea di successione al trono di Baviera segue il criterio della legge salica.
La monarchia bavarese è stata abolita insieme con altre monarchie dell'Impero tedesco nel 1918. L'attuale pretendente al trono  bavarese è Franz, duca di Baviera.

## Legge di successione della Casa di Baviera
Nel 1808, poco dopo la concessione di una costituzione sul modello di quella imperiale francese, Massimiliano I Giuseppe di Baviera emanò la legge sulla famiglia reale di Baviera (Königlich Baierisches Familiengesetz), che espressamente invalidava le precedenti disposizioni non incorporate nel testo. Il contenuto della legge fu riprodotto, senza sostanziali modifiche, nel Königliches Familiengesetz del 1816. Infine, dopo la concessione della Costituzione del 1818, nel 1819 Massimiliano I Giuseppe di Baviera emanò un altro Statuto di famiglia, largamente riproduttivo del precedente, e comunque considerato dalla dottrina e dalla giurisprudenza come non sostitutivo e quindi a integrazione del Königliches Familiengesetz del 1816.
Oltre all'applicazione della legge salica, l'appartenenza alla dinastia e, quindi, il godimento dei diritti da essa derivanti è determinata dalle modalità di svolgimento delle nozze. Infatti, nessun principe di Baviera può contrarre matrimonio senza il consenso scritto del capo della Casa.
In mancanza del regio consenso, il matrimonio contratto da un membro della Casa di Baviera non ha alcun valore giuridico dal punto di vista dinastico, in particolare in relazione a rango, titolo e stemma. Né hanno diritti di successione i figli nati da matrimoni morganatici, salvo gli effetti civili sul patrimonio personale del membro della Casa di Baviera che ha contratto detto matrimonio.
Il paragrafo primo del titolo primo dello statuto sulla famiglia reale del 1819 stabilisce che «la Casa reale comprende: tutti i principi e le principesse che discendano in linea maschile dal Re o da un discendente di un comune progenitore della Casa reale, attraverso matrimoni riconosciuti, tra pari, legittimi; le consorti dei principi reali e le loro vedove, durante la loro vedovanza»
La Costituzione del Regno di Baviera del 26 maggio 1818 stabilisce che
1. La Corona è ereditaria nella linea maschile della casa reale, secondo l'ordine di primogenitura, e per collaterali maschi di ramo in ramo (art. 2).
2. Il diritto di successione non può appartenere che ai figli legittimi, usciti da un matrimonio con una persona di nascita eguale e col consenso del re (art. 3).
3. Gli articoli 4, 5 e 6 determinano i modi di successione dei rami femminili dopo l'estinzione dei rami maschili.

### Modifica delle leggi dinastiche dopo il crollo della monarchia
Nel 1948 e nel 1949 il Kronprinz Rupprecht di Baviera, col consenso degli altri membri della Casa, emendò le leggi dinastiche, ammettendo matrimoni anche con appartenenti a famiglie di rango comitale.
Nel 1999 Franz di Baviera avrebbe ulteriormente emendato le leggi di successione in modo da ammettere qualsiasi discendente nato da matrimonio contratto col consenso del capo della Casa (venendo meno il requisito della Ebenbürtigkeit, cioè della parità di condizione del coniuge). Contestualmente avrebbe demorganatizzato la discendenza dei matrimoni di Luitpoldo di Bavieria (n. 2 nella linea di successione sotto riportata) con la borghese Katrin Beatrix Wiegand, di Leopold di Baviera (n. 15) con la borghese Ursula Möhlenkamp e di Adalbert di Baviera (n. 19) con la borghese Sandra Burckhardt. Un tale atto, se valido, va a detrimento dei diritti della sua discendenza di Rasso di Baviera (nn. 6-14), la sola ad avere contratto matrimoni paritari con appartenenti all'antica nobiltà feudale (Uradel).

## Linea di successione
L'attuale linea di successione a Francesco Bonaventura di Baviera è:
| discendente da matrimonio non dinastico ai sensi delle leggi di successione ai tempi di Ludovico III di Baviera, ultimo sovrano regnante                                             |
| discendente da matrimonio con esponente dell'aristocrazia (Uradel e Hochadel) la cui ammissibilità rientra nell'interpretazione più o meno estensiva del principio di Ebenbürtigkeit |
| discendente da matrimonio con esponente di famiglia sovrana |

| Ordine | Nome                          | Data di nascita | Relazione                                  | Note                                                        |
| ------ | ----------------------------- | --------------- | ------------------------------------------ | ----------------------------------------------------------- |
| 1      | Max-Emanuel duca in Baviera   | 1937            | figlio di Alberto Leopoldo duca di Baviera | La madre è Maria Gfn Draskovich von Trakostjan              |
| 2      | Luitpoldo di Baviera          | 1951            | figlio di Ludwig di Baviera                | La madre era Irmingard di Baviera                           |
| 3      | Ludwig di Baviera             | 1982            | figlio di Luitpoldo                        | La madre è Beatrix Wiegand (non nobile)                     |
| 4      | Heinrich di Baviera           | 1986            | figlio di Luitpoldo                        | La madre è Beatrix Wiegand (non nobile)                     |
| 5      | Karl di Baviera               | 1987            | figlio di Luitpoldo                        | La madre è Beatrix Wiegand (non nobile)                     |
| 6      | Wolfgang Rupprecht di Baviera | 1960            | figlio di Rasso di Baviera                 | La madre è Teresa d'Austria                                 |
| 7      | Tassilo di Baviera            | 1992            | figlio di Wolfgang Rupprecht               | La madre è Beatrice Gfn zu Lodron-Laterano und Castelromano |
| 8      | Richard di Baviera            | 1993            | figlio di Wolfgang Rupprecht               | La madre è Beatrice Gfn zu Lodron-Laterano und Castelromano |
| 9      | Philipp di Baviera            | 1996            | figlio di Wolfgang Rupprecht               | La madre è Beatrice Gfn zu Lodron-Laterano und Castelromano |
| 10     | Christoph di Baviera          | 1962            | figlio di Rasso di Baviera                 | La madre è Teresa d'Austria                                 |
| 11     | Corbinian di Baviera          | 1996            | figlio di Christoph di Baviera             | La madre è Gudila Gfn von Plettenberg                       |
| 12     | Stanislaus di Baviera         | 1997            | figlio di Christoph di Baviera             | La madre è Gudila Gfn von Plettenberg                       |
| 13     | Marcello di Baviera           | 1998            | figlio di Christoph di Baviera             | La madre è Gudila Gfn von Plettenberg                       |
| 14     | Leopold di Baviera            | 1943            | figlio di Konstantin di Baviera            | La madre era Maria Adelgunde di Hohenzollern                |
| 15     | Konstantin di Baviera         | 1986            | figlio di Leopold                          | La madre è Ursula Möhlenkamp (non nobile)                   |
| 16     | Adalbert di Baviera           | 1944            | figlio di Konstantin di Baviera            | La madre era Maria Adelgunde di Hohenzollern                |
| 17     | Hubertus di Baviera           | 1989            | figlio di Adalbert di Baviera              | La madre è Sandra Burckhardt (non nobile)                   |